# Media (Illinois)
Media è un villaggio degli Stati Uniti d'America, situato nello Stato dell'Illinois, nella contea di Henderson.